# ソニーズ・スパイダーマン・ユニバース
ソニーズ・スパイダーマン・ユニバース（Sony's Spider-Man Universe、SSU）は、コロンビア・ピクチャーズがマーベル・エンターテインメントと共同で製作するスーパーヒーロー映画を中心としたメディア・フランチャイズおよびシェアード・ユニバースである。ソニー・ピクチャーズ リリーシングが配給するこの映画は、スパイダーマンとそのキャラクターに関連するマーベル・コミックの様々な作品を原作にしている。マーベル・シネマティック・ユニバースとはマルチバースの関係にある。

## 概要
2013年12月までに、映画「スパイダーマン」に登場するキャラクターを使ったエクステンデッド・ユニバースの制作を開始した。ソニーは、『アメイジング・スパイダーマン2』（2014年）をきっかけに、「ヴェノム」など、コミックに登場するスパイダーマンの悪役に焦点を当てたスピンオフ映画の製作を計画していた。『アメイジング・スパイダーマン2』が批評的にも経済的にも相対的に失敗した後、これらの計画は破棄され、2015年2月、ソニーは今後のスパイダーマン映画でマーベル・スタジオと協力し、このキャラクターをマーベル・シネマティック・ユニバース（MCU）に統合する契約を発表した。これにより、『スパイダーマン:ホームカミング』（2017年）と『スパイダーマン:ファー・フロム・ホーム』（2019年）が製作されたが、ソニーは別に、『ヴェノム』（2018年）を独自のユニバースを始める独立した映画として再開発した。ソニーとマーベル・スタジオは、2019年に契約を再交渉し、MCUと彼らのスタンドアロンのマーベルベースの映画の間でスパイダーマンのキャラクターを共有することになった。
ソニーは、マーベルのキャラクターをベースにした実写映画を数多く開発しており、2021年には『ヴェノム』の続編、『ヴェノム:レット・ゼア・ビー・カーネイジ』、2022年には『モービウス』、2024年2月には『マダム・ウェブ』が公開された。2024年には『クレイヴン・ザ・ハンター』の公開が、公開日未定の企画として『エル・ムエルト』の製作が予定されている。また、ソニー・ピクチャーズ テレビジョンは、『シルク』を皮切りに、映画と同じ共有世界を舞台にした実写テレビシリーズを複数開発している。さらに、同スタジオは2018年にアニメーション映画『スパイダーマン:スパイダーバース』を公開し、複数の宇宙をつなぐマルチバースのアイデアを紹介した。この映画の成功により、2022年に予定されている続編や、スピンオフ作品の開発が進められている。

### 名称
ソニーは、2017年5月に、スパイダーマンに関連するマーベル・コミックの様々な作品を原作にした新しいシェアード・ユニバースを「ソニーズ・マーベル・ユニバース（Sony's Marvel Universe）」というタイトルで正式に発表した。2018年8月には、社内で「ソニーズ・ユニバース・オブ・マーベルキャラクター（Sony's Universe of Marvel Characters）」と呼ばれるようになった。2019年3月、ソニー・ピクチャーズ エンタテインメントのプレゼンテーションで「ソニー・ピクチャーズ・ユニバース・オブ・マーベル・キャラクター（Sony Pictures Universe of Marvel Characters、SPUMC）」と言及され、後にソニーはこれがシェアード・ユニバースの正式名称であることを確認した。このプレゼンテーションでは、マーベル・スタジオのスパイダーマン映画やアニメーションのスパイダーバース映画、さらにソニー自身の実写版マーベル作品にこのタイトルが適用された。2021年8月、ソニーはフランチャイズを「ソニーズ・スパイダーマン・ユニバース（Sony's Spider-Man Universe）」と呼ぶようになると発表した。

## 開発

### 背景
2010年1月、ソニーは、サム・ライミ監督が自身のシリーズを継続しないことを決定したため、スパイダーマン映画フランチャイズをリブートすることを発表した。2012年3月までに、ソニーは、リブート映画第1弾『アメイジング・スパイダーマン』（2012年）の公開に乗じて、キャラクター「ヴェノム」を中心に開発していたスピンオフ映画にまだ関心を持っていた。その年の6月、プロデューサーのアヴィ・アラッドとマット・トルマックは、ヴェノムと『アメイジング・スパイダーマン』について、マーベル・シネマティック・ユニバースと、その世界を舞台とするさまざまなフランチャイズが『アベンジャーズ』（2012年）でどのようにクロスオーバーするかについて言及した。トルマックは、「いつかこれらの世界がすべて平和に共存することを願っている」と述べた。2013年12月、ソニーは『アメイジング・スパイダーマン2』（2014年）を利用して、「ヴェノム」をはじめとするスタジオが映画化権を持つマーベル作品をベースに、独自の拡張ユニバースを確立する計画を明らかにした。アラッドとトルマックは、アレックス・カーツマン、ロベルト・オーチー、ジェフ・ピンクナー、エド・ソロモン、ドリュー・ゴダード、そして『アメイジング・スパイダーマン』と『アメイジング・スパイダーマン2』の監督マーク・ウェブを含むフランチャイズのブレーントラストの一員として映画を製作することになっていた。しかし、『アメイジング・スパイダーマン2』が不振に終わり、ソニーが「業績に対する多大なプレッシャーにさらされ、最も重要なフランチャイズを厳しく見直すことになった」ことから、新たなシェアード・ユニバースの方向性が見直されることになった。
2014年11月のソニーのコンピュータへのハッキング事件の後、ソニー・ピクチャーズ エンタテインメント共同会長のエイミー・パスカルと社長のダグ・ベルグラッドの間で交わされたメールが公開され、ソニーがフィル・ロード、クリストファー・ミラーと一緒にコメディアニメーション映画を開発することで、スパイダーマンのフランチャイズを「回復させる」ことを計画していることが記されていた。ソニーの幹部は、2015年1月のサミットで、いくつかのスパイダーマンのスピンオフ映画に関する議論の中で、このプロジェクトについてさらに議論することになっていた。2015年2月、ソニーとマーベル・スタジオは、マーベル・スタジオがソニーのために次のスパイダーマン映画を製作し、キャラクターをMCUに統合するという新しいパートナーシップを発表した。ソニーはまだ、マーベルの関与なしにスピンオフ映画を製作することを計画していたが、これらは11月までに「破棄された」と考えられており、ソニーは代わりにマーベルとの新しいリブートに集中することになった。その年にアニメーション映画について話し合った際、ソニー・ピクチャーズの会長であるトム・ロスマンは、実写版のスパイダーマン映画と「共存」すると述べたが、ソニーは「実写版スパイダーマン・ユニバースのプロジェクトとは独立して存在する」と述べた。アニメーション映画『スパイダーマン:スパイダーバース』（2018年）は、マーベル・スパイダーマンのリブート作品とは別の世界を舞台にしているが、コミックをベースにした「スパイダーバース」という多元宇宙の概念を導入しており、スパイダーマンの異なる演者が一緒になることができる。

### ソニーのシェアード・ユニバース
「ヴェノム」は2016年3月にソニーによって復活し、ソニーとマーベルの新しいスパイダーマン映画とは無関係の独立した映画として構想され、独自のフランチャイズとシェアード・ユニバースを立ち上げることになった。2017年5月、ソニーは『ヴェノム』が他の映画のスピンオフとは見なされず、独自のシェアード・ユニバースを正式に開始することを確認した。ソニーは、以前『アメイジング・スパイダーマン』のスピンオフ作品で試みたように急ぐのではなく、この新しいユニバースを徐々に構築していくことを考えていた。7月、コロンビア ピクチャーズの社長であるサンフォード・パニッチは、「それぞれの特性に合った最善の方法で。私はただ、オリジナルのDNAを尊重したい」と説明した。そのため、ソニーは、MCUのケヴィン・ファイギのように一人の人間がユニバースを担当するのではなく、個々のフィルムメーカーがそれぞれの作品に独自のスタイルを与えることを期待していた。また、スタジオは「ありきたりのコミック・ブック映画」を避けたいと考えており、ホラーやコメディなどの異なるジャンル、R指定の可能性、さらには通常よりも低い予算を、それぞれのプロジェクトに応じて扱うことを意図していた。2018年3月までに、ソニーのエグゼクティブ副社長であるパラク・パテルが、スタジオのユニバースのすべての作品をプロデュースしていた。
2018年7月、Vultureは、ソニーの計画に関する一部のファンの不安を解消しようと、ユニバースに関わる複数のクリエイターにインタビューを行った。MCU初のスパイダーマン映画『スパイダーマン:ホームカミング』（2017年）の脚本家であるジョナサン・ゴールドスタインは、ユニバースの将来は『ヴェノム』の成功によって決まると述べ、過去に他のスタジオがマーベル・スタジオのMCUの成功を再現するのに苦労したことを指摘した。ソニーが自社のユニバースに加える予定の多くのマーベルキャラクターの作者であるブライアン・マイケル・ベンディスは、『スパイダーマン:スパイダーバース』のコンサルタントを務め、ソニーの共有ユニバース全体の計画を知っていた。彼はその計画を「とてもクール。ファンは彼らがやっていることにイライラしないだろう」と述べた。また、自身も携わった『アイアンマン』（2008年）や『ガーディアンズ・オブ・ギャラクシー』（2014年）などのMCU作品は、一般の観客がそれらの作品に親しみを持っていなかったためにリスクと考えられていたが、いずれも成功を収めた。これは、映画の出来が良ければ、あまり知られていないスパイダーマンのキャラクターにも起こる可能性があることを示している。8月には、ソニーが900のマーベル・コミックのキャラクターの権利を持っていることが確認され、パニッチは「スパイダーマンは、多くのキャラクターとつながっている。悪役、ヒーロー、アンチヒーローがいて、多くの女性キャラクターがいて、その多くが正真正銘、完全に次元化されていて、全くユニークな存在。私たちは、マーベルのキャラクターが多様性を受け入れることができない理由はないと感じている」と説明した。『ヴェノム』がシェアード・ユニバース全体の「共通項」として機能するかどうかを尋ねられたとき、ソニーは『ヴェノム』を独立した作品にしたいので、必ずしもそうではないと答えた。しかし、『ヴェノム』には他の作品と「交差する重要なポイント」があるとした。
『ヴェノム』の成功を受けて、パスカルは、ヴィラネスのシニスター・シックス・チームをベースにしたクロスオーバーなど、ソニーの「これまで棚上げされていた計画」のいくつかが実現する可能性があると述べた。2019年3月、ソニー・ピクチャーズ エンタテインメント会長のトニー・ヴィンチケラは、シェアード・ユニバースの「次の7、8年」が計画されていると述べた。

### マーベル・シネマティック・ユニバースとのつながり
ファイギは2017年6月に、『ヴェノム』はもっぱらソニーのプロジェクトであるため、マーベル・スタジオにはMCUとクロスオーバーさせる計画はないと述べた。しかし、プロデューサーのエイミー・パスカルはすぐに、ソニーはマーベル系の新作映画を『スパイダーマン:ホームカミング』と「同じ世界」で展開させるつもりであることを明らかにし、その世界に「隣接する」と表現した。彼女は、『ヴェノム』はソニーの共有世界で次に計画されている映画『シルバー&ブラック』とつながり、トム・ホランド演じるスパイダーマンがMCU映画からソニーの世界の映画にクロスオーバーする可能性があると述べた。ホランドは、スパイダーマン映画3部作とその他のMCU映画以外に出演する契約を結んでいなかったが、ソニーはいずれ他のマーベル映画に出演させるつもりだった。いくつかの報道によると、ホランドは『ヴェノム』の製作期間中に数日間を費やし、ピーター・パーカー／スパイダーマンとして本作にカメオ出演するための撮影を行っていたが、マーベル・スタジオは最終的に映画からそのシーンを除外するようソニーに要請した。
2018年8月までに、ソニーはスパイダーマンと自社のマーベル映画とのクロスオーバーを積極的に計画しており、スパイダーマンとヴェノムを「すでに同じ宇宙にいる...将来的に2人が最終的に対決することを楽しみにしている」と表現していた。また、ソニーは自社のキャラクターがMCU映画に登場することに前向きであり、Varietyのブレント・ラングとジャスティン・クロールは、スタジオはより多くのMCUキャラクターが自社の映画にもカメオ出演することを望んでいると推測していた。12月、『ヴェノム』の脚本家であるジェフ・ピンクナーは、その映画がホランドのスパイダーマン映画と同じ世界を舞台にしているかどうかを聞かれ、「明かしてはいけないことを明かさずに言えば、将来／来るべき『ヴェノム』映画で、スパイダーマンが重要な役割を果たすことは不可能ではない」と答えた。パスカルは、MCUのスパイダーマン映画、ソニー独自のシェアード・ユニバース作品、ソニーのアニメーション作品「スパイダーバース」のクロスオーバーの可能性について、「すべてが一緒になる世界がある」と付け加えたが、ホランドは当時、マーベル・スタジオとの契約によって制限されていた。
2019年8月までに、マーベル・スタジオとディズニーは数ヶ月かけてソニーとの契約を拡大することを話し合い、後者は当初の契約条件を維持しつつ、当初の合意よりも多くの作品を含めることを検討していた。ディズニーは、すでにスパイダーマン以外のMCU作品を製作しているファイギの仕事量に懸念を示し、今後ファイギがソニーのために製作する作品の25～50％の出資を求めた。合意に至らず、ソニーはファイギやマーベルなしでスパイダーマンの次回作を進めることを発表した。将来的に変更する可能性があることを認めた上で、『ホームカミング』と『スパイダーマン:ファー・フロム・ホーム』（2019年）でのファイギの仕事ぶりに感謝し、「（ファイギが）我々を助けてくれた道を、我々は続けていく」と述べた。ハリウッド・リポーターは、スタジオの契約終了は「ほぼ確実に」ホランドのスパイダーマンがMCU作品に登場しなくなることを意味するが、このキャラクターが『ヴェノム』フランチャイズや当時製作中の『モービウス』（2022年）といったソニー独自のマーベル映画の残りの作品とクロスオーバーする可能性が「大幅に高まった」と付け加えた。9月にヴィンチケラは、スパイダーマンがMCUに戻ることについて「今のところドアは閉まっている」と述べ、同スタジオが権利を所有する「他のキャラクターと共演する」と述べて、同キャラクターがソニー自身のシェアード・ユニバースに今後統合されることを確認した。また、発表後のファンからの反発に対して、ヴィンチケラは「マーベルの人々は素晴らしい人たちで、私たちは彼らに大きな敬意を払っているが、一方で、私たちにも素晴らしい人たちがいる。ケヴィンがすべての仕事をしたわけではない......私たちは、ここでやるべきことをやることができる」と語った。
ディズニーの2年に一度のコンベンション「D23」でのファンの反応が芳しくなかったことや、ホランドがロスマンとディズニーCEOのボブ・アイガーに直談判したことを受けて、ディズニーはソニーとの交渉を再開した。同年9月、ソニーとディズニーは、マーベル・スタジオとファイギがソニーのためにMCUスパイダーマンの第3作目を製作するという新たな合意を発表した。ディズニーは、キャラクターのマーチャンダイジング権を保持したまま、映画の25％の利益を得る代わりに、映画の25％に共同出資すると報じられた。この契約は、ホランドのスパイダーマンが将来のマーベル・スタジオの映画に登場することも認めており、ファイギは今後、MCUのスパイダーマンが「映画の世界を越えて」、ソニー自身の共有ユニバースにも登場することができると述べた。このやりとりは、「2つのフランチャイズの間で「呼びかけと答え」が行われ、2つのフランチャイズの間の詳細を認識していることから、緩やかに共有された詳細な世界として表現されている」と言われた。ソニーは、マーベル・スタジオとの過去の作品を「素晴らしいコラボレーション」と表現し、「継続したいという私たちの相互の願いは、多くのファンの願いと同じだった」と述べている。パニッチは2021年5月、2つのユニバースの関係についてファンからの混乱や不満があったことを認めたが、これを明確にする計画があると述べ、その時点ですでに「私たちがどこに向かっているのか、人々にとって少しずつ明らかになってきている」と考えていると述べている。さらに、次のスパイダーマン映画『スパイダーマン:ノー・ウェイ・ホーム』（2021年）の公開によって、この計画がより明らかになるだろうと付け加えた。

### テレビへの展開
ヴィンチケラは2019年3月、ソニー・ピクチャーズ テレビジョンが特別に開発するマーベル・プロジェクトのセットで、ユニバースをテレビに展開することを明言した。当時、同スタジオは、どの媒体に登場させるかを決めるために、アクセスできる900人のキャラクターを「基本的に内部でオーディション」しており、ソニー・ピクチャーズ テレビジョンのマイク・ホプキンス会長は、テレビ用のキャラクター選定の進捗状況を「かなり先まで進んでいる」と表現していた。さらにホプキンスは、ソニーはこのシェアード・ユニバースを舞台とした複数のシリーズを計画しており、それらは「相互に受粉する」ことが可能であり、まだ決定していないネットワークパートナーからリリースされるだろうと述べた。このパートナーは数ヵ月以内に発表される予定で、マーベルの親会社であるディズニーが所有するネットワーク（新しいストリーミングサービス「Disney+」を含む）も候補に挙がっていた。これらのテレビ番組の計画は、『ヴェノム』と『スパイダーバース』の成功により、「ソニーが手掛けるマーベル作品への需要があるという自信を深めることができた」と述べている。
『スパイダーバース』の製作後、ロードとミラーは2019年4月にソニー・ピクチャーズ テレビジョンと包括的な契約を結び、スタジオのためにいくつかのテレビシリーズを開発することになった。その中には、『スパイダーバース』のキャラクターを含む可能性のあるマーベルベースのシリーズや、計画中の実写作品も含まれる。厳選されたプロジェクトはパスカルと共同で制作されることになる。8月にこれらのシリーズについて語ったミラーは、シリーズがいつどこで公開されるかは明かせないが、いくつかの実写シリーズがあり、それぞれが互いに関連しながらも「独自の体験」をすることになるだろうと述べた。翌月、ヴィンチケラは、その時点でこのユニバースのために開発されている個別のテレビシリーズが5～6本あると述べた。2020年1月までに、これらのシリーズの1つは、2018年8月に映画『シルバー&ブラック』の開発が中止された後、テレビ版となるだろうと考えられ、中止される前に映画版を共同執筆し、監督する予定だったジーナ・プリンス＝バイスウッドは、2020年4月に『シルバー&ブラック』がテレビ用に再開発されていることを確認した。彼女は限定シリーズになる可能性を示唆し、Disney+で公開される可能性もあった。同年6月、元マーベル・テレビジョンとマーベル・スタジオのテレビ担当重役であったカリム・ズレイクがロードとミラーのテレビ担当責任者となり、マーベルをベースとしたシリーズを含む彼らが計画しているすべてのシリーズを担当することになった。後者はソニー・ピクチャーズ テレビジョンにとって優先事項であり、ズレイクは過去のマーベル・テレビシリーズでの経験から、それらを企画するための「適切なパートナー」とされた。
2020年9月までに、ソニーはAmazon Prime Videoとの間で、マーベル・テレビジョンがNetflixでストリーミング配信しているシリーズ群と同様に、ソニーが制作するマーベル系テレビシリーズの「スイート」のストリーミング配信先として、Amazon Prime Videoを選定する交渉を行っていた。2021年4月末に、Amazonは今後のシリーズをPrime Videoでストリーミングする権利を持つことが確認された。

## 映画
| # | 作品名                                                              | 北米公開日     | 日本公開日     | 監督                   | 脚本                                                                        | 製作                                                                                   | 上映時間 | 現状     |
| - | ------------------------------------------------------------------- | -------------- | -------------- | ---------------------- | --------------------------------------------------------------------------- | -------------------------------------------------------------------------------------- | -------- | -------- |
| 1 | ヴェノム Venom                                                      | 2018年10月5日  | 2018年11月2日  | ルーベン・フライシャー | スコット・ローゼンバーグ ジェフ・ピンクナー ケリー・マーセル ウィル・ビール | アヴィ・アラッド マット・トルマック エイミー・パスカル                                 | 112分    | 公開済み |
| 2 | ヴェノム:レット・ゼア・ビー・カーネイジ Venom: Let There Be Carnage | 2021年10月1日  | 2021年12月3日  | アンディ・サーキス     | ケリー・マーセル トム・ハーディ                                             | アヴィ・アラッド マット・トルマック エイミー・パスカル ハッチ・パーカー トム・ハーディ | 97分     | 公開済み |
| 3 | モービウス Morbius                                                  | 2022年4月1日   | 2022年4月1日   | ダニエル・エスピノーサ | バーク・シャープレス マット・サザマ                                         | マット・トルマック アヴィ・アラッド ルーカス・フォスター                               | 108分    | 公開済み |
| 4 | マダム・ウェブ Madame Web                                           | 2024年2月14日  | 2024年2月23日  | S・J・クラークソン     | バーク・シャープレス マット・サザマ クレア・パーカー S・J・クラークソン     | ロレンツォ・ディ・ボナヴェンチュラ                                                     | 116分    | 公開済み |
| 5 | ヴェノム：ザ・ラストダンス Venom:The Last Dance                     | 2024年10月25日 | 2024年11月1日  | ケリー・マーセル       | ケリー・マーセル                                                            | アヴィ・アラッド マット・トルマック エイミー・パスカル ケリー・マーセル トム・ハーディ | 110分    | 公開済み |
| 6 | クレイヴン・ザ・ハンター Kraven the Hunter                          | 2024年12月13日 | 2024年12月13日 | J・C・チャンダー       | アート・マーカム マット・ホロウェイ リチャード・ウェンク                    | アヴィ・アラッド マット・トルマック エイミー・パスカル                                 | 127分    | 公開済み |

### ヴェノム（2018年）
スキャンダルの後、ジャーナリストのエディ・ブロックは、ライフ財団を調査することでキャリアを復活させようとするが、エイリアンの共生体ヴェノムと接触し、ブロックと結合して超能力を得ることになる。
長く開発されていた「ヴェノム」の映画は、2016年3月にソニーが新しいシェアード・ユニバースの始まりとして復活させた。その1年後には、スコット・ローゼンバーグとジェフ・ピンクナーが脚本を執筆していた。2017年5月、ソニーはトム・ハーディがエディ・ブロック／ヴェノム役で出演し、ルーベン・フライシャーが監督する『ヴェノム』を発表した。その後、ケリー・マーセルが追加の脚本家として参加した。撮影は2017年10月から2018年1月にかけて、アトランタ、ニューヨーク、サンフランシスコで行われた。2018年10月5日に米国で公開された。
プロデューサーは、『ヴェノム』が将来の映画のためのクロスオーバーの機会を紹介するのではなく、『ヴェノム』で単独の物語を語ることに集中したいと考えていた。しかし、本作にはソニーの『スパイダーマン:スパイダーバース』（2018年）のクリップを使ったポストクレジットシーンが含まれており、ヴェノムの世界が共有マルチバースであるスパイダーバースの一部であることが明らかになっている。これが追加されたのは、ソニーと『ヴェノム』のプロデューサーが『スパイダーバース』のクオリティを見て、実写映画とアニメ映画のクロスオーバーの可能性に興奮したからである。

### ヴェノム:レット・ゼア・ビー・カーネイジ（2021年）
エディ・ブロックは、連続殺人犯のクリータス・キャサディにインタビューすることでキャリアの再構築を続けているが、キャサディは共生生物カーネイジの宿主となり、死刑執行に失敗して刑務所を脱出する。
ウディ・ハレルソンは『ヴェノム』の最後にクレタス・キャサディ／カーネイジとして登場し、続編の可能性を示唆する設定となっていたが、2019年1月に脚本家のマーセルと主演のハーディの復帰が確定した。フライシャーは『ゾンビランド:ダブルタップ』（2019年）への集中のために参加せず、2019年8月にアンディ・サーキスが監督として採用された。撮影は2019年11月から2020年2月までイギリスで行われ、サンフランシスコでも追加撮影が行われた。新型コロナウイルスのパンデミックの影響で何度か延期された後、2021年10月15日に米国で公開予定である。
サーキスは、『ヴェノム:レット・ゼア・ビー・カーネイジ』は独自の世界を舞台にしており、登場人物たちはスパイダーマンなどの他のヒーローを意識していないと語っているが、本作にはより広いマーベル・ユニバースへの言及がいくつかある。その中には、サム・ライミ監督の映画「スパイダーマン」シリーズで使われたのと同じタイトル処理がされているデイリー・ビューグル紙が含まれている。

### モービウス（2022年）
希少な血液疾患を患うマイケル・モービウスは、吸血鬼の形で彼を苦しめる危険な治療法を試みる。
ソニーでの「秘密の開発プロセス」を経て、マット・サザマとブルク・シャープレスが「モービウス・ザ・リヴィング・ヴァンパイア」をベースにした映画の脚本を執筆した。2018年6月までに、ジャレッド・レトが主人公として出演し、ダニエル・エスピノーサが監督することが決まった。撮影は2019年2月末にロンドンで開始され、6月までに完了した。2022年1月28日に米国で公開された。
マイケル・キートンは本作で『スパイダーマン:ホームカミング』のエイドリアン・トゥームズ／バルチャー役を再演しており、スパイダーマンが殺人の濡れ衣を着せられる『スパイダーマン:ファー・フロム・ホーム』（2019年）のエンディングも登場している。こうしたつながりにもかかわらず、プロデューサーは『ヴェノム』の時のように、モービウスの単独のオリジンストーリーを描くことを意図していた。

### マダム・ウェブ(2024年)
「マダム・ウェブ」をベースとした作品。2022年4月にダコタ・ジョンソン、シドニー・スウィーニーが出演すること、S・J・クラークソンが監督を務めることが決定した。2024年2月14日に米国で公開予定である。

### ヴェノム：ザ・ラスト・ダンス (2024年)
2022年4月の米ラスベガスで開催された「Cinemacon」にて制作中と発表された。主演はトム・ハーディが続投するとのこと。

### クレイヴン・ザ・ハンター（2024年）
リチャード・ウェンクは2018年8月に「クレイヴン・ザ・ハンター」をベースにした脚本を書くために雇われた。アート・マーカムとマット・ホロウェイは2020年8月までに脚本を書き直し、J・C・チャンダーが監督の交渉に入った。2021年5月にアーロン・テイラー＝ジョンソンが主人公として出演することが決定した。

### エル・ムエルト(TBA)
2022年4月の米ラスベガスで開催された「Cinemacon」にて発表された。「エル・ムエルト」をベースとした作品。バッド・バニーが主人公として出演することが決定されている。マーベル映画初のラテン系スーパーヒーロー映画となる。2024年1月12日米公開予定だったが、2023年6月22日に無期限延長が発表された。

### 企画中の映画
- ナイトウォッチ: 2017年9月までに、ソニーはエドワード・リコートの脚本で、「ナイトウォッチ」を題材にした映画を積極的に開発していた。ソニーはスパイク・リーに監督を依頼したいと考えており、2018年3月にスパイク・リーがプロジェクトに関心を持っていることが確認され、チェオ・ホダリ・コーカーが脚本を書き直していた[66]。リーは10月までに関与しなくなった[67]。
- シニスター・シックス: ソニーが2013年12月に発表した独自の「アメイジング・スパイダーマン」シェアード・ユニバースの計画には、スパイダーマンのヴィラン・グループであるシニスター・シックスをベースにした映画が含まれており、ドリュー・ゴダードが脚本を担当することになっていた。2014年4月には監督も決定していたが、ソニーがマーベルとの新たなリブートに注力していた2015年11月には中止されたとされている。パスカルは、『ヴェノム』の成功を受けて2018年12月に本作が再び「生きている」と語り、プロジェクトを進める前にゴダードが監督できる状態になるのを待っていたという[68]。2023年11月24日、ソニーが本映画のプロジェクトを再始動したと海外スクーパーにより伝えられた[69][70]。メンバーとしてヴェノム/エディ・ブロック、クレイブン・ザ・ハンター、モービウス、ヴァルチャー、ライノ、エゼキエルだと予想されている。
- ロベルト・オーチーの無題プロジェクト:  2020年3月、ソニーは『アメイジング・スパイダーマン2』の共同脚本家であるロベルト・オーチーを採用し、ソニーの共有宇宙を舞台にした無題のマーベル映画の脚本を書かせた。ソニーの他のマーベル映画のようにスパイダーマンに関連するキャラクターではなく、「ソニーがアクセスできるマーベルユニバースの異なるコーナー」のプロパティをベースにしたプロットになる予定[71]。
- ジャックポット: 2018年8月までに、ソニーは「ジャックポット」を中心とした映画を検討しており、積極的に脚本家を探していた。ジャックポットのコミック本を執筆しているマーク・グッゲンハイムが、2020年5月にジャックポットの脚本を執筆することが明らかになったが、その時点ですでに2年前からこの映画に取り組んでいた[72]。
- オリヴィア・ワイルドの無題プロジェクト: 2020年8月、オリヴィア・ワイルドは、脚本家のパートナーであるケイティ・シルバーマンと共に、ソニー向けに女性中心のマーベル映画を開発・監督する契約を結んだ。このプロジェクトは、2020年初頭からスタジオでの優先順位が高く、スパイダーウーマンが登場すると考えられていた[73]。
- その他のプロジェクト: ソニーは2017年6月までにミステリオを中心とした映画を検討しており、『ファー・フロム・ホーム』ではジェイク・ジレンホールが同役にキャスティングされた。2018年12月には、スパイダーマンのメイおばさんを主役にしたMCUスパイダーマン映画やアニメ『スパイダーバース』からのスピンオフ映画が提案されたが、これはソニーが以前に「バカげている」と言及した考えである[74]。

## テレビシリーズ
| # | 作品名                              | シーズン | 話数 | 北米配信日 | 日本配信日 | 配信               | ショーランナー                              | 製作                          |
| - | ----------------------------------- | -------- | ---- | ---------- | ---------- | ------------------ | ------------------------------------------- | ----------------------------- |
| 1 | スパイダーマン・ノワール(原題) Noir | 1        | 8話  | TBA        | TBA        | Amazon Prime Video | オーレン・ウジエル スティーヴ・ライトフット | フィル・ロード&クリス・ミラー |

### シルク：スパイダー・ソサエティ
2018年6月末までに、ソニーとエイミー・パスカルは、マーベル・シネマティック・ユニバースでティファニー・エスペンセンが演じるキャラクター「シンディ・ムーン／シルク」を中心とした映画の開発に着手していたが、これはソニーのアニメーション「スパイダー・ウーマン」の映画に登場するバージョンとは異なるものとなる。2019年後半、シルクはテレビシリーズに適していると認識され、パスカルがプロデューサーとして残る形でシリーズ版の開発が始まった。ローレン・ムーンがシリーズの開発と脚本を担当し、ショーランナーのトム・スペジアリーとともに製作総指揮を務め、撮影は2021年8月下旬から2022年初頭にかけて行われる予定である。
2022年11月18日、題名が『Silk:Spider Society(原題)』となり、Amazon Prime Videoで配信されることが決定した。ショーランナーをアンジェラ・カーン、製作をフィル・ロード&クリス・ミラーが務めることとなった。5月17日、製作が捻挫したことが発表された。

### スパイダーマン・ノワール
2023年2月9日、Amazonにてスパイダーマン・ノワールの実写ドラマが製作されることが発表された。脚本・製作総指揮兼ショーランナーをオーレン・ウジエル、製作をフィル・ロード&クリス・ミラーが務めることとなった。2023年12月5日、共同ショーランナーにスティーヴ・ライトフットが就任した。2024年5月14日、製作にGOサインがおり、ニコラス・ケイジ主演、第1・2話をハリー・ブラッドビアが監督することが発表された。

### 開発中のシリーズ
- シルバー＆ブラック: ソニーは2018年8月、計画していた女性チームアップ映画『シルバー&ブラック』を中止し、タイトルキャラクターであるフェリシア・ハーディ／ブラック・キャットとシルバー・セーブルのそれぞれに焦点を当てた2つの独立した単独映画として作り直すことを意図していた。『シルバー&ブラック』の監督であるジーナ・プリンス＝バイスウッドは、プロデューサーとして引き続き関与する予定だった。2020年1月までに、このプロジェクトはテレビシリーズとして再開発されることになり、プリンス＝バイザウッドは同年4月にそれを確認した。彼女はリミテッド・シリーズになる可能性を示唆した。

## 評価

### 興行成績
| 作品                                    | 米国公開日    | 興行収入     | 興行収入       | 興行収入 | 興行収入     | 歴代ランキング | 歴代ランキング | 製作費       | 参照   |
| 作品                                    | 米国公開日    | 北米         | 北米以外の地域 | 日本     | 全世界       | 北米           | 全世界         | 製作費       | 参照   |
| --------------------------------------- | ------------- | ------------ | -------------- | -------- | ------------ | -------------- | -------------- | ------------ | ------ |
| ヴェノム                                | 2018年10月5日 | $213,515,506 | $642,569,645   | 22.5億円 | $856,085,151 | 186            | 73             | $100,000,000 | [ 83 ] |
| ヴェノム:レット・ゼア・ビー・カーネイジ | 2021年10月1日 | $197,639,024 | $227,600,000   |          | $425,239,024 | 648            | 1,311          | $110,000,000 | [ 84 ] |

### 批評家と観客のレビュー
| 作品                                    | Rotten Tomatoes    | Metacritic       | CinemaScore |
| --------------------------------------- | ------------------ | ---------------- | ----------- |
| ヴェノム                                | 29%（337レビュー） | 35（46レビュー） | B＋         |
| ヴェノム:レット・ゼア・ビー・カーネイジ | 59%（237レビュー） | 48（47レビュー） | B+          |

## 関連映画
| 映画                                           | 米国公開日                           | 監督                                                                  | 脚本 | 製作 | 現状                                 |
| マーベル・シネマティック・ユニバース           | マーベル・シネマティック・ユニバース | マーベル・シネマティック・ユニバース                                  | マーベル・シネマティック・ユニバース                                                                                                  | マーベル・シネマティック・ユニバース                                                                     | マーベル・シネマティック・ユニバース |
| ---------------------------------------------- | ------------------------------------ | --------------------------------------------------------------------- | --- | --- | ------------------------------------ |
| スパイダーマン: ホームカミング                 | 2017年7月7日                         | ジョン・ワッツ                                                        | ジョナサン・ゴールドスタイン ジョン・フランシス・デイリー ジョン・ワッツ クリストファー・フォード クリス・マッケナ エリック・ソマーズ | ケヴィン・ファイギ エイミー・パスカル                                                                    | 公開済み                             |
| スパイダーマン: ファー・フロム・ホーム         | 2019年7月2日                         | ジョン・ワッツ                                                        | クリス・マッケンナ エリック・ソマーズ                                                                                                 | ケヴィン・ファイギ エイミー・パスカル                                                                    | 公開済み                             |
| スパイダーマン: ノー・ウェイ・ホーム           | 2021年12月17日                       | ジョン・ワッツ                                                        | クリス・マッケンナ エリック・ソマーズ                                                                                                 | ケヴィン・ファイギ エイミー・パスカル                                                                    | 公開済み                             |
| スパイダーマン: ブランド・ニュー・デイ         | 2026年7月24日                        | デスティン・ダニエル・クレットン                                      | クリス・マッケンナ エリック・ソマーズ                                                                                                 | ケヴィン・ファイギ エイミー・パスカル                                                                    | 製作中                               |
| アニメーション映画「スパイダーバース」         |                                      |                                                                       | | |                                      |
| スパイダーマン: スパイダーバース               | 2018年12月14日                       | ボブ・ペルシケッティ ピーター・ラヴゼイ ロドニー・ロスマン            | フィル・ロード&クリス・ミラー ロドニー・ロスマン                                                                                      | アヴィ・アラッド エイミー・パスカル フィル・ロード クリストファー・ミラー クリスティーナ・スタインバーグ | 公開済み                             |
| スパイダーマン:アクロス・ ザ・スパイダーバース | 2023年6月2日                         | ホアキン・ドス・サントス ケンプ・パワーズ ジャスティン・K・トンプソン | デヴィッド・カラハム フィル・ロード&クリス・ミラー                                                                                    | アヴィ・アラッド エイミー・パスカル フィル・ロード クリストファー・ミラー クリスティーナ・スタインバーグ | 公開済み                             |
| The Spider Within: A Spider-Verse Story        | 2024年3月27日                        | ジャレル・ダンピアー                                                  | カイラ・アマザン | ケヴィン・ラブ                                                                                           | 公開済み                             |
| スパイダーマン：ビヨンド・ザ・スパイダーバース | 2027年6月25日                        | ボブ・ペルシケッティ ジャスティン・K・トンプソン                      | デヴィット・カラハム フィル・ロード&クリス・ミラー                                                                                    | フィル・ロード&クリス・ミラー                                                                            | 製作中                               |
| Untitled Miled Morales film                    | TBA                                  | TBA                                                                   | TBA | TBA | 開発中                               |
| Untitled Spider-Women film                     | TBA                                  | ローレン・モントゴメリー                                              | ベック・スミス | エイミー・パスカル フィル・ロード クリストファー・ミラー                                                 | 開発中                               |
| Untitled Spider-Punk film                      | TBA                                  | TBA                                                                   | ダニエル・カルーヤ アジャイ・シン | TBA | 開発中                               |